# 吳舜澤
吳舜澤（1970年10月—），湖北雲夢人，中華人民共和國政治人物，哈爾濱工業大學教授兼博士生导师。現任中共麗水市委書記。

## 生平
1992年7月參加工作，自1999年7月至2017年9月長期于中国环境科学研究院、中國環境規劃院工作，2007年12月加入中國共產黨，2015年9月履新環境保護部，擔任財務司副司長、改革辦副主任、垂改辦副主任，2017年9月至2020年10月任生態環境部環境與經濟政策研究中心主任、黨組書記。2020年10月步入地方政界，擔任衢州市委副書記、政法委書記，2021年12月履新麗水市，任麗水市委副書記、市人民政府副市長、代理市長。2022年4月当选为丽水市人民政府市长。 2024年2月，出任中共丽水市委书记。

## 外部鏈接
- 哈爾濱工業大學個人簡介 （页面存档备份，存于）
- 麗水市人民政府個人簡歷 （页面存档备份，存于）

| 中国共产党职务         | 中国共产党职务                           | 中国共产党职务 |
| ---------------------- | ---------------------------------------- | -------------- |
| 前任： 胡海峰          | 中国共产党丽水市委员会书记 2024年2月－   | 現任           |
| 中華人民共和國政府职务 |                                          |                |
| 前任： 吳曉東          | 丽水市人民政府市长 2021年12月－2024年2月 | 繼任： 朱林森  |